# Dukai Takách–Bárdossy-kúria
A Dukai Takách–Bárdossy-kúria egykori köznemesi kúria a Vas vármegyei Mesterihez tartozó Alsómesteriben. Jelenleg a polgármesteri hivatal és az orvosi rendelő üzemel a falai között.

## Története
A kúriát a Dukai Takách család építette. Az építés időpontja ismeretlen, a későbbi átalakítások során az eredeti stílusjegyek eltűntek, így ezekből sem lehet következtetni az építés idejére. A család 1638-ban kapott nemesi címet III. Ferdinánd királytól. Az biztos, hogy a kúria a XIX. század közepén Dukai Takách Imre tulajdonában volt. Neki egyetlen leánya született, Dukai Takách Gizella, aki 1800-ban feleségül ment bárdosi Bárdossy Imréhez. A Dukai Takách család további ismert tagjai Dukai Takách Judit költőnő és unokatestvére, Dukai Takách Zsuzsanna, Berzsenyi Dániel felesége.
A Bárdossy család régi Vas vármegyei nemesi család. Egy 1368-as oklevél már bárdosi birtokos nemesi családként említi őket. A család később több ágra szakadt, köztük katolikus incédi és az evangélikus csöngei ágra. A család incédi ága komoly politikai befolyással rendelkezett. A mesteri kúria azonban a csöngei ágból származó Bárdossy Imre birtoka lett. Tőle, fia, Bárdossy Zoltán örökölte a birtokot, aki jelentősen átépítette és bővítette a kúriát. Tőle sajátították ki 1945-ben. Feleségétől hertelendi Hertelendy Laurától három gyermeke született: Laura, Gizella és Pál. Bárdossy Pál katonatiszt, a Magyar Királyi Testőrség tagja volt és 1943-ban vette feleségül kölcsei Kende Klárát, ismertebb nevén Claire Kenneth írónőt. A Bárdossy család sírkápolnája és kriptája ma is az alsómesteri evangélikus temetőben található.
1945 után a helyezték el itt a községházát, amelyet később teljesen átépítettek. Jelenleg a polgármesteri hivatalnak és az orvosi rendelőnek ad otthont, de egy ideig működött itt kultúrház és mozi is.
A kúria 2,2 hektáros parkját, sédeni gróf Ambrózy-Migazzi István - a jeli és a malonyai arborétum létrehozója- tervezte. Eredetileg 123 fafajtát, főként fenyőket telepítettek ide. Napjainkban a tengerparti jegenyefenyő, a kaukázusi jegenyefenyő, a lucfenyő, a juhar és az amerikai vasfa az értékesebb fajok.

## Felépítése
Szabadon álló, földszintes, megközelítően F-alaprajzú épület. Az utcai főhomlokzat maradt meg közel eredeti formában, közepén trapézoromzatos rizalittal. A jobb oldali homlokzat középrizalitja felett új erkélyt alakítottak ki. Az épület alatt pince húzódik.